# Torbat-e Heydariyyeh
Torbat-e Ḥeydariyyeh (in persiano تربت حیدریه‎) è il capoluogo dello shahrestān di Torbat-e Heydariyyeh, circoscrizione Centrale, nella provincia del Razavi Khorasan in Iran. Aveva, nel 2006, una popolazione di 119.360 abitanti. I più importanti prodotti del luogo sono lo zafferano e i tappeti.
Il termine torbat in lingua persiana significa "luogo di sepoltura", la città è quindi "il luogo di sepoltura di Ḥeydar (Qoṭboddīn Ḥeydar, un mistico sufi) la cui tomba si trova nel centro della città. Anticamente si chiamava invece Zaveh e nel XIX secolo era conosciuta come Torbat-e Isḥāq Khān. Isḥāq Khān fu il potente capo della tribù qarai (un gruppo etnico tataro).